# UEFA Intertoto Cup 2006

Standardmäßige Aufteilung der Vereine in drei Gruppen. 2006 gab es drei Abweichungen von dieser Aufteilung.

Der  UEFA Intertoto Cup 2006 brachte einige Neuerungen mit sich. Neu gab es nur noch drei anstatt fünf Qualifikationsrunden und es qualifizierten sich elf Teams für die zweite Qualifikationsrunde des UEFA-Pokals (anstelle drei Teams, die sich für die 1. Runde qualifizieren).
Der italienische Fußballverband verzichtete aufgrund des Skandals in der Serie A auf seinen Platz. Stattdessen durfte Frankreich, vertreten von AJ Auxerre einen zweiten Vertreter entsenden, der in der dritten Runde diesen Platz einnahm.
Der deutsche Starter für den UI-Cup 2006 war Hertha BSC, einer der elf Sieger, die sich für den UEFA-Cup qualifizierten.
Österreich schickte die SV Ried, die Schweiz den Grasshopper Club Zürich ins Rennen. Für Luxemburg startete der CS Grevenmacher im UI-Cup. Liechtenstein besaß kein Startrecht.
Zürich und Ried stiegen in Runde 2, Berlin in Runde 3 ein; Grevenmacher begann bereits in der ersten UI-Cup-Runde.
Um die Reisekosten für die Vereine niedrig zu halten, wurden alle Mannschaften nach geografischen und logistischen Gründen in drei Gruppen aufgeteilt: Nord-, Mittel- und Südeuropa. Um die ungerade Teilnehmerzahl in den Gruppen auszugleichen, galten für den Wettbewerb 2006 folgende Änderungen: Luxemburg (ab Runde 1) und Belgien (ab Runde 3) zählten zu Mitteleuropa und Ungarn (ab Runde 2) zu Südeuropa.

## Erste Runde
Die Hinspiele fanden am 17./18. Juni, die Rückspiele am 24./25. Juni 2006 statt.
|                       | Gesamt    |                     | Hinspiel  | Rückspiel |
| Südeuropa             | Südeuropa | Südeuropa           | Südeuropa | Südeuropa |
| --------------------- | --------- | ------------------- | --------- | --------- |
| UE Sant Julià         | 2:4       | Farul Constanța     | 2:2       | 0:2       |
| FK Pobeda Prilep      | 0:8       | NK Maribor          | 0:3       | 0:5       |
| Ethnikos Achnas       | 5:4       | FK Partizani Tirana | 4:2       | 1:2       |
| HŠK Zrinjski Mostar   | 4:1       | FC Marsaxlokk       | 3:0       | 1:1       |
| Mitteleuropa          |           |                     |           |           |
| FC Kilikia Jerewan    | 1:8       | Dinamo Tiflis       | 1:5       | 0:3       |
| Schachtjor Qaraghandy | 4:6       | MTZ-RIPA Minsk      | 1:5       | 3:1       |
| FC Nitra              | 12:20     | CS Grevenmacher     | 6:2       | 6:0       |
| MKT Araz İmişli       | 1:2       | FC Tiraspol         | 1:0       | 0:2 n. V. |
| Nordeuropa            |           |                     |           |           |
| Keflavík ÍF           | 4:1       | Dungannon Swifts    | 4:1       | 0:0       |
| Dinaburg Daugavpils   | 2:1       | HB Tórshavn         | 1:1       | 1:0       |
| Tampere United        | 8:1       | Carmarthen Town     | 5:0       | 3:1       |
| JK Trans Narva        | 1:8       | Kalmar FF           | 1:6       | 0:2       |
| Vėtra Vilnius         | 0:5       | Shelbourne FC       | 0:1       | 0:4       |

## Zweite Runde
Die Hinspiele fanden am 1./2. Juli, die Rückspiele am 8./9. Juli 2006 statt.
|                         | Gesamt    |                       | Hinspiel  | Rückspiel |
| Südeuropa               | Südeuropa | Südeuropa             | Südeuropa | Südeuropa |
| ----------------------- | --------- | --------------------- | --------- | --------- |
| FC Sopron               | 3:4       | Kayserispor           | 3:3       | 0:1       |
| Farul Constanța         | 3:2       | Lokomotive Plowdiw    | 2:1       | 1:1       |
| FK Zeta Golubovci       | 0:5       | NK Maribor            | (1)0:3(1) | 0:2       |
| Maccabi Petach Tikwa    | 4:2       | HŠK Zrinjski Mostar   | 1:1       | 3:1       |
| NK Osijek               | (a)2:2(a) | Ethnikos Achnas       | 2:2       | 0:0       |
| Mitteleuropa            |           |                       |           |           |
| Grasshopper Club Zürich | 4:0       | FK Teplice            | 2:0       | 2:0       |
| FC Nitra                | 2:3       | Dnipro Dnipropetrowsk | 2:1       | 0:2       |
| SV Ried                 | 4:1       | Dinamo Tiflis         | 3:1       | 1:0       |
| FC Tiraspol             | 4:1       | Lech Posen            | 1:0       | 3:1       |
| FK Moskau               | 3:0       | MTZ-RIPA Minsk        | 2:0       | 1:0       |
| Nordeuropa              |           |                       |           |           |
| Hibernian Edinburgh     | 8:0       | Dinaburg Daugavpils   | 5:0       | 3:0       |
| Odense BK               | 3:1       | Shelbourne FC         | 3:0       | 0:1       |
| Lillestrøm SK           | 6:3       | Keflavík ÍF           | 4:1       | 2:2       |
| Tampere United          | 3:5       | Kalmar FF             | 1:2       | 2:3       |

1 Das Hinspiel endete mit 1:2 für NK Maribor, das Spiel wurde aber von der UEFA mit 0:3 gewertet.

## Dritte Runde
Die Hinspiele fanden am 15. Juli, die Rückspiele am 22. Juli 2006 statt.
|                         | Gesamt    |                       | Hinspiel  | Rückspiel |
| Südeuropa               | Südeuropa | Südeuropa             | Südeuropa | Südeuropa |
| ----------------------- | --------- | --------------------- | --------- | --------- |
| AE Larisa               | 0:2       | Kayserispor           | 0:0       | 0:2       |
| AJ Auxerre              | 4:2       | Farul Constanța       | 4:1       | 0:1       |
| FC Villarreal           | 2:3       | NK Maribor            | 1:2       | 1:1       |
| Maccabi Petach Tikwa    | 3:4       | Ethnikos Achnas       | 0:2       | 3:2       |
| Mitteleuropa            |           |                       |           |           |
| Grasshopper Club Zürich | 3:2       | KAA Gent              | 2:1       | 1:1       |
| Olympique Marseille     | (a)2:2(a) | Dnipro Dnipropetrowsk | 0:0       | 2:2       |
| SV Ried                 | 4:2       | FC Tiraspol           | 3:1       | 1:1       |
| Hertha BSC              | 2:0       | FK Moskau             | 0:0       | 2:0       |
| Nordeuropa              |           |                       |           |           |
| Odense BK               | (a)2:2(a) | Hibernian Edinburgh   | 1:0       | 1:2       |
| Newcastle United        | 4:1       | Lillestrøm SK         | 1:1       | 3:0       |
| Kalmar FF               | 2:3       | FC Twente Enschede    | 1:0       | 1:3       |

Die fett gedruckten elf Sieger dieser dritten Runde des UI-Cups nahmen an der zweiten Qualifikationsrunde des UEFA-Pokals (10. und 24. August 2006) teil.